# Maratus rainbowi
Maratus rainbowi är en spindelart som först beskrevs av Roewer 1951.  Maratus rainbowi ingår i släktet Maratus och familjen hoppspindlar. Inga underarter finns listade i Catalogue of Life.